# Tettsū Gikai

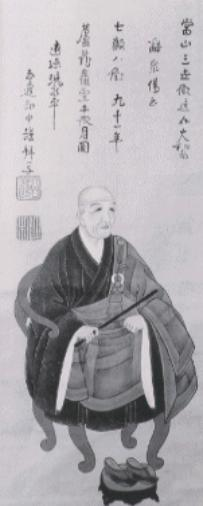
Mistrz zen Tettsū Gikai

Tettsū Gikai (jap. 徹通義介; ur. 18 lutego 1219 w Inazu, zm. 18 października 1309 w Daijō-ji) – japoński mistrz zen szkoły sōtō, trzeci japoński patriarcha szkoły.

## Życiorys

### Okres wstępny – do 1256 roku
Gikai urodził się w Inazu, w wiejskiej okolicy prowincji Echizen, w rodzinie należącej do klanu Fujiwarów, który wywodził się od generała Fujiwary no Toshihito. Wśród członków rodu znajdowało się wielu znanych mnichów (np. Koun Ejō), którzy związani byli z lokalnym klasztorem Heisen. Inni członkowie rodu poprzez małżeństwa nawiązali bliskie związki rodzinne z rodem Hatano, który stał się największym sponsorem szkoły sōtō.
W wieku 12 lat Gikai został nowicjuszem w klasztorze Hajaku, związanym z pierwszą szkołą zen w Japonii - Daruma-shū. Jego nauczycielem był Ekan, trzeci patriarcha tej szkoły. Około 1230 roku udał się na górę Hiei, gdzie przyjął wskazania i rozpoczął studiowanie buddyzmu, głównie szkoły tendai. Ponieważ Ekan zasugerował mu, aby studiował także inne rodzaje buddyzmu, Gikai poznawał nauki Jōdo-shū, buddyzmu ezoterycznego (jap. mikkyō) oraz medytację.
W 1241 roku Ekan zabrał wszystkich swoich uczniów, wśród nich Gikaia, do Kōshō-ji, który był wówczas klasztorem Dōgena. Po odbyciu praktyki pod kierownictwem Dōgena, w roku 1243 został wyznaczony przez swojego mistrza do pełnienia odpowiedzialnych stanowisk klasztornego kucharza (jap. tenzo) czy kierownika. Podczas spotkania w klasztorze Eihei 8 lipca 1253 roku, a więc na kilkadziesiąt dni przed swoją śmiercią, mistrz Dōgen, wykazując wielkie zaufanie, powierzył mu przyszłość klasztoru. Potwierdził swoją decyzję przed wyruszeniem do Kioto, gdzie wkrótce zmarł.
Dla części uczniów Dōgena problemem było to, że Gikai był równocześnie lojalnym uczniem Ekana i co więcej, w 1251 roku został spadkobiercą Dharmy w szkole Dharumy.
Koun Ejō, spadkobierca Dōgena i jedyny świadek wydarzenia potwierdzającego zaufania Dōgena do Gikaia, czuł, że kwestia następstwa po nim została już zasadniczo rozwiązana, chociaż sam miał pewne obiekcje. W grudniu 1255 roku okazał Gikaiowi certyfikat następstwa (jap. shisho) i szatę następcy Dharmy. W styczniu 1256 roku wręczył mu insygnia urzędu patriarchy (bez pisemnego potwierdzenia). W kilka dni później przeprowadził z nim rozmowę na temat jedności praktyki i nauk tworzących podstawę zen Dōgena. Ejō nie miał zaufania do Gikaia, gdyż znał wszystkich uczniów ze szkoły Dharumy i wiedział, że mają tendencję do praktyk buddyzmu ezoterycznego, które w żaden sposób nie przystawały do systemu zenu Dōgena. Ostatecznie uzyskane odpowiedzi zadowoliły Ejō. Dokładniejsza analiza wszystkich dokumentów ujawniła wiele niejasności, związanych nawet z oświeceniem Gikaia.
Pod koniec lat 50. XIII wieku Ejō posłał Gikaia na pielgrzymkę po japońskich klasztorach. Gikai odwiedził cztery najważniejsze klasztory zen w tym czasie: Kennin, Tōfuku (oba w Kioto), Jufuku i Kenchō-ji (oba w Kamakurze). Po powrocie do Eihei-ji Gikai w 1259 roku został wysłany do Chin. Przebywał tam prawie cztery lata, intensywnie praktykując i studiując nauki chan w klasztorach szkoły linji. Ponieważ miał talenty praktyczne, rysował plany architektoniczne klasztorów chińskich, aranżacji wnętrz, przedmioty kultu itp. Do Japonii powrócił w 1262 roku, przywożąc także wartościowe kopie tekstów chan, klasztornych reguł i zbiory wypowiedzi mistrzów.
Rok 1262 był punktem zwrotnym w historii Eihei-ji. Ejō dał mu całkowitą swobodę w rozbudowie klasztoru i dostosowaniu codziennego życia klasztoru do nowych czasów. Dlatego ten rok stał się początkiem pierwszego etapu "dysputy nad spadkobiercą w trzecim pokoleniu" (jap. sandai sōron).

### Opat Eihei-ji
W 1267 roku Ejō ustąpił ze stanowiska opata Eihei-ji i zamieszkał w pobliżu tego klasztoru. Stanowisko opata objął Gikai, jednak dopiero po tym, jak główni sponsorzy klasztoru Hatano Shigemichi i Fujiwara Masatsugu zażądali tego od niego.
Jako opat głównego klasztoru szkoły był znacznie mniej zainteresowany duchowym rozwojem mnichów, a bardziej troszczył się o rozbudowę Eihei-ji, wznosząc kolejne budynki, w których umieszczał dzieła sztuki, co odbierano jako porzucenie ideałów monastycznej prostoty i skromności, tak charakterystycznych dla Dōgena. Ponadto Gikai rozbudował ceremonie i rytuały. Wszystko to w sumie spowodowało ostry sprzeciw innych mnichów, dlatego Gikai postanowił w 1272 roku ustąpić ze stanowiska, aby nie być przyczyną otwartego buntu.
Zasadniczo brak jest szczegółowych danych o jego działalności jako opata, z wyjątkiem wydarzenia z 1271 roku, gdy do klasztoru przybył siedmioletni wówczas Keizan Jōkin i został tonsurowym uczniem Gikaia. Mnisi zwrócili się wówczas do Kouna Ejō, aby ponownie objął stanowisko opata klasztoru, co ostatecznie nastąpiło.
W 1280 roku Gikai powrócił do Eihei-ji, aby opiekować się umierającym Kounem Ejō. Na 9 dni przed swoją śmiercią Ejō wręczył Gikaiowi szatę, którą otrzymał od Dōgena. Było to symboliczne potwierdzenie wielkiego autorytetu religijnego Gikaia. Gikai opisał to później jako dowód, iż był on najważniejszym uczniem Ejō. Poprowadził również ceremonię pogrzebową mistrza Ejō i przez kolejne siedem lat kierował ceremoniami wspomnieniowymi po swoim nauczycielu.
Gikai powtórnie został opatem klasztoru i do nowego, gwałtownego sprzeciwu doszło w roku 1281. W tym to roku Japonia została zagrożona inwazją mongolskiej armii i floty Kubilaj-chana. Władze Japonii zwróciły się do wszystkich klasztorów buddyjskich o przeprowadzenie rytuałów ochraniających państwo. Gikai wykorzystał to do wprowadzenia rytuałów szkoły shingon do liturgii szkoły sōtō. Nie widząc w tym niczego niewłaściwego, Gikai spodziewał się nawet, że spowoduje wzrost popularności szkoły wśród wyznawców buddyzmu. Opozycja wobec jego decyzji rosła. Część mnichów szukała wsparcia u innego spadkobiercy Ejō - Jakuena. Sytuacja stawała się coraz bardziej napięta, aby więc nie doprowadzić do jej zaognienia, Hatano Tokimitsu zagroził nawet wycofaniem swojego finansowego wsparcia klasztoru. Wkrótce po tych wydarzeniach, w roku 1287, Gikai opuścił ponownie Eihei-ji.

### Opat Daijō-ji
Przy pomocy swojego przyjaciela Chōkaia, także ucznia ze szkoły Darumy, Gikai wprowadził się w 1292 roku do klasztoru szkoły shingon Daijō w Kaga (dystrykcie Ishikawy). Dzięki swoim dobrym relacjom ze szkołą shingon, udało mu się przekształcić ten klasztor w miejsce praktyki zen, chociaż z pewnymi elementami praktyk shingon. W 1293 roku klasztor został poświęcony, a po tym jak Chōkei zrezygnował z funkcji "opata założyciela" (jap. kaisan) i przyjął tytuł "patrona założyciela" (jap. kaiki) Gikai stał się jego oficjalnym opatem. Pomimo tego tytułu, prawdziwym patronem klasztoru był Togashi Iehisa (zm. 1329), głowa jednego odgałęzienia rodu Fujiwara.
Pierwszym z mnichów, którzy dołączyli do Gikaia w Daijō-ji, był Keizan Jōkin, który szybko objął stanowisko kierownika budynku mnichów (jap. shuso). W 1294 roku do klasztoru przybył Meihō Sotetsu (1277-1350). W rok później dołączył do nich Gasan Jōseki (1276-1366).
W roku 1295 Gikai uczynił Keizana spadkobiercą swojej linii przekazu i wręczył mu szatę Dōgena, którą otrzymał od Ejō. W 1298 Gikai zrezygnował z pełnienia wszelkich funkcji klasztornych, przekazując prowadzenie klasztoru Keizanowi.
Gikai pozostał w klasztorze przez resztę swojego życia, nadzorując zapewne działania Keizana. W 1306 roku jego zdrowie się pogorszyło, więc przekazał Keizanowi dokumenty związane ze szkołą Darumy oraz służące potwierdzeniu autentyczności linii przekazu Keizana w ramach szkoły sōtō. Gikai zmarł 18 października 1309 roku.

## Linia przekazu Dharmy zen
Pierwsza liczba oznacza liczbę pokoleń od Pierwszego Patriarchy chan w Indiach Mahakaśjapy.
Druga liczba oznacza liczbę pokoleń od Pierwszego Patriarchy chan w Chinach Bodhidharmy.
Trzecia liczba oznacza początek nowej linii przekazu w innym kraju.
- 51/24. Tiantong Rujing (1163–1228)

- 52/25/1. Eihei Dōgen Kigen (1200–1253) Japonia. Szkoła sōtō

- 53/26/2. Sōkai
- 53/26/2. Senne (Yōkō-an)

- 54/27/3. Kyōgō (Yōkō-an)

- 53/26/2. Shinchi Kakushin (1207–1280)
- 53/26/2. Kangan Giin (1217–1300) (Daiji-ji)

- 54/27/3. Shidō Shōyū (zm. 1301 (Daiji-ji)
- 54/27/3. Tetsuzan Shian (Daiji-ji)

- 55/28/4. Gishō

- 56/29/5. Hohan

- 57/30/6. Gyokukan

- 58/31/7. Senten

- 55/28/4. Daiko

- 56/29/5. Gikai

- 57/30/6. Meishitsu

- 55/28/4. Ten’an

- 56/29/5. Chōkei

- 57/30/6. Ryōshitsu

- 55/28/4. Shiryō

- 56/29/5. Mutō

- 54/27/3. Ninnō Jōki

- 55/28/4. Gen’e

- 56/29/5. Zuiseki
- 56/29/5. Sansen

- 55/28/4. Saijū
- 55/28/4. Giyū

- 56/29/5. Baiin

- 55/28/4. Mōan
- 55/28/4. Kozen
- 55/28/4. Tekiden
- 55/28/4. Etsuō

- 54/27/3. Gukoku

- 55/28/4. Musetsu

- 56/29/5. Meian

- 53/26/2. Eihei Koun Ejō (1198–1280) (Eihei-ji)

- 54/27/3. Gien (zm. 1314) (Eihei-ji)
- 54/27/3. Jakuen (chin. Jiyuan) (1207-8.10.1299) (Hōkyō-ji)

- 55/28/4. Giun (Hōkyō-ji)

- 56/29/5. Donki (Hōkyō-ji)

- 54/27/3. Daijo Tettsū Gikai (1219–1309) (Daijō-ji)

- 55/28/4. Eiko Keizan Jōkin (1267–1325) (Daijō-ji)
- 55/28/4. Meihō Sotetsu (1277-1350) (Daijō-ji)
- 55/28/4. Gasan Jōseki (1276-1366)